# Kristopher McDaniel
Kristopher McDaniel (27 de enero de 1982) es un deportista canadiense que compitió en remo. Ganó dos medallas de bronce en el Campeonato Mundial de Remo, en los años 2005 y 2007.

## Palmarés internacional
| Campeonato Mundial | Campeonato Mundial | Campeonato Mundial | Campeonato Mundial |
| Año                | Lugar              | Medalla            | Prueba             |
| ------------------ | ------------------ | ------------------ | ------------------ |
| 2005               | Kaizu (Japón)      | Medalla de bronce  | Cuatro sin timonel |
| 2007               | Múnich (Alemania)  | Medalla de bronce  | Dos con timonel    |